# جويل بينتون
جويل بينتون (بالإنجليزية: Joel Benton)‏ هو شاعر أمريكي، ولد في 29 مايو 1832 في Amenia (town), New York ‏ في الولايات المتحدة، وتوفي في 15 سبتمبر 1911 في بكبسي في الولايات المتحدة.